# Howard Garns
Howard Garns (2 de março de 1905 – 6 de outubro de 1989) foi um arquiteto americano que se tornou conhecido pela invenção do jogo Number Place, mais tarde popularizado mundialmente com o nome de Sudoku.